# Goudkust (televisieserie)
Goudkust was een Nederlandse soapserie van SBS6. Tussen 11 maart 1996 en 28 februari 2001 werden er 925 afleveringen uitgezonden. In 1999 wisselde de soap voor het eerst van zender, toen de serie van SBS6 naar Fox 8 verhuisde.

## Verloop
In augustus 1995 ging de nieuwe Nederlandse zender SBS6 van start. Om te kunnen concurreren met de publieke zenders en RTL Nederland wilde Fons van Westerloo een eigen soapserie. Van Westerloo vroeg Joop van den Ende om een nieuwe soapserie te ontwikkelen. Olga Madsen, ook verantwoordelijk voor de opstart van GTST en ONM, ontwikkelde een serie die uiteindelijk de titel Goudkust zou gaan krijgen. In tegenstelling tot Goede tijden, slechte tijden (RTL 4) en ONM (Veronica) is Goudkust niet gebaseerd op een buitenlandse soapserie. Samen met Rogier Proper, Marc Linssen en Marciel Witteman werd de serie in elkaar gezet.
Regisseurs Antoinette Beumer, Mannin de Wildt en Idse Grotenhuis werden aangenomen om de serie te gaan regisseren. Ook onder meer Allel El-Berkani, Robbert Vogtländer en Natasa Hanusová zouden de serie een tijdlang regisseren. Naast ervaren acteurs als Adriënne Kleiweg (Spijkerhoek en De Appelgaard) en Bob van Tol (De fabriek en We zijn weer thuis) moet de serie ook een springplank zijn voor onervaren acteurs. Enkele voorbeelden daarvan zijn Winston Gerschtanowitz en Maureen du Toit. Goudkust moest net als in het begin van GTST om jongeren draaien. Na een aantal pilotafleveringen besloot SBS6 de soap aan te kopen.

### Eerste uitzending
Om het Nederlandse publiek kennis te laten maken met de nieuwe soap zendt SBS6 op 8 maart 1996 de speciale aflevering Goudkust: nog drie nachtjes slapen uit. Het programma wordt gepresenteerd door Renate van der Zalm en geeft de kijker een kijkje achter de schermen. Verschillende acteurs en crewleden komen aan het woord.
Op 11 maart om zeven uur volgt Nederland voor het eerst de belevenissen van de families Zoomers, Van Cloppenburg, Verweijden, Hardebol en d'Harencourt. SBS6 heeft laten weten dat Goudkust dertien weken de tijd krijgt om zichzelf te bewijzen. Na 65 afleveringen wordt op 7 juni de eerste cliffhanger uitgezonden; Harm duwt vijand Ron Lohman van een hangbrug en wordt dankzij zijn vader gearresteerd. In de zomermaanden worden de afleveringen herhaald.

### Tweede seizoen (1996-1997)
Na een lange zomervakantie duiken de acteurs weer de studio in voor nieuwe Goudkust-afleveringen. In het midden van het tweede seizoen verlaat acteur David van Lunteren de serie. Na 109 afleveringen is hij de eerste acteur van het begin die de serie verlaat. Door het vertrek van David van Lunteren wordt acteur Roel Kyvelos aangenomen. Hij speelt de rol van de aantrekkelijke motorrijder Nick Sterman. Aan het einde van het seizoen stopt actrice Femke-Anna Broere met de rol van Mariët Zoomers. Froukje de Both neemt de rol van Mariët Zoomers over.
Naast de vaste rollen worden er ook vele (langdurige) gastrollen gespeeld. Actrice Nienke Römer speelt de rol van Natasja Laroux, die uiteindelijk overlijdt omdat ze in vergiftigd water heeft gezwommen. Guy Sonnen speelt de rol van Maurice d'Harencourt, de vader van Tim (Michiel de Zeeuw). Gastoptredens zijn er voor Hart van Nederland-presentatrice Cilly Dartell, zakenvrouw Sylvia Tóth, zangeres Antje Monteiro en Jerry Springer. Op 2 mei 1997 wordt de tweede cliffhanger uitgezonden. Zakenvrouw Sylvia Verweijden (Marianne Vloetgraven) wordt door een onbekende neergeschoten. De cliffhanger is gebaseerd op de schietpartij op JR Ewing (Larry Hagman) in de succesvolle dramaserie Dallas.

### Derde seizoen (1997-1998)
SBS6 twijfelt erover of Goudkust een vervolg zal gaan krijgen, omdat ze niet tevreden zijn. Er wordt besloten om een aantal veranderingen door te voeren in de serie. Ervaren acteurs als Truus te Selle en Rein Edzard moeten de serie verlaten om plaats te maken voor acteurs die een andere doelgroep moeten trekken. Acteur Maiko Kemper speelt de rol van dokter Erik van Overeem en Corine Boon is te zien als Emma Verkuil. Een week na de start van het seizoen maakt actrice Betje Koolhaas haar entree als Yvette van Cloppenburg, een rol die in het eerste seizoen door Anne Cavadino werd gespeeld. Tussen seizoen 2 en 3 (niet te zien op tv), heeft Anton Verweijden zelfmoord gepleegd, en is Bob van Tol weggegaan uit de serie.
Halverwege het derde seizoen moeten  Inger van Heijst en Lucas Dietens de serie verlaten. Ze gaan in het buitenland een strandtent beginnen. Door het vertrek van deze acteurs krijgen Timon Moll en Vastert van Aardenne een rol in de serie. Aan het einde van het seizoen besluit acteur Rutger Weemhoff, wegens ziekte, te stoppen met zijn rol als Henri van Cloppenburg.  Filip Bolluyt neemt de rol van Henri van Cloppenburg over.
Roeland de Brauw (Peter Post) ontvoert aan het einde van het seizoen de baby van Harm (Winston Gerschtanowitz) en Irene Josefine van Asdonk) en dreigt zichzelf en de baby op te blazen. De zender is tevreden met het seizoen en laat de kijkers weten dat er een nieuw seizoen komt. Net als vorig seizoen kwamen er in het derde seizoen ook enkele bekende gezichten langs, zoals zanger Gordon en actrice Shae Harrison.

### Vierde seizoen (1998-1999)
Op 31 augustus 1998 begint de soap aan haar vierde seizoen. In het begin van het seizoen verlaat acteur Edgar Wurfbain de serie, nadat hij ruim tweeënhalf jaar de rol van Pieter Hardebol heeft gespeeld. Acteur Richard Oerlemans wordt aan de serie toegevoegd. Hij speelt de rol van beeldhouwer Joost van den Abeelen. In de loop van het seizoen maken Lieke van Lexmond, Koen Smit en Ezra van Groningen hun intree in de serie. De vaste kijkers moeten daardoor afscheid nemen van Adriënne Kleiweg, Joost Boer, Maiko Kemper en Maureen du Toit.
Televisiezender SBS6 krijgt er een zusterzender bij, Net5. Door de komst van deze zender besluit het concern de hele programmering te veranderen. Het uitzendtijdstip van Goudkust wordt vervroegd van 19.00 naar 18.25 uur. De kijkcijfers dalen omdat veel trouwe kijkers niet aan het nieuwe tijdstip kunnen wennen. SBS6 besluit de knoop door te hakken; Goudkust krijgt geen vervolg. Producent Joop van den Ende laat het er niet bij zitten en gaat op zoek naar een nieuwe zender die de serie wil afnemen. Na mislukte onderhandelingen met RTL 5 en de NCRV wordt de soap overgenomen door Fox 8.
In de cliffhanger van seizoen vier komen verschillende personages voor een moeilijke keuze te staan. Mariët moet kiezen of ze met Harm zal trouwen of dat ze verdergaat met Nick. Desirée twijfelt of ze wil scheiden van haar man Henri. Tim bekent dat hij homo is en krijgt iets met Jeroen.

### Vijfde seizoen (1999-2000)
Op 7 juni 1999, drie dagen na de laatste aflevering op SBS6, zendt Fox 8 de speciale aflevering Goudkust: to be continued uit. De acteurs en producent Joop van den Ende laten weten wat ze van de overstap vinden en wat de kijker in het nieuwe seizoen van de soap kan verwachten. Op de avond voor het nieuwe seizoen, 22 augustus, zendt Fox 8 opnieuw een speciale aflevering uit, waarin de kijker een strandfeest met de deelnemende acteurs kon zien. Het programma werd gepresenteerd door Micky Hoogendijk.
De eerste verandering bij Fox 8 is dat er maar drie afleveringen per week worden uitgezonden in plaats van vijf. De zender heeft vertrouwen in de soap en besluit vanaf 1 november gewoon weer vijf uitzendingen uit te zenden. Veronica besluit op dat moment Big Brother op hetzelfde tijdstip uit te zenden. Big Brother wordt een groot succes, waardoor de kijkcijfers van Goudkust zakken. Nog geen twee maanden later besluit Fox 8 net als eerder maar weer drie uitzendingen uit te gaan zenden. Op 28 februari 2000 is de soap gewoon weer vijf dagen per week te zien.
Fox 8 merkt dat van de oorspronkelijke families de meeste personages al zijn vertrokken en besluit daarom de Surinaamse familie Zuidgeest te introduceren. Mike Ho Sam Sooi speelt de rol van vader Aaron, Jasmine Sendar speelt dochter Bibi en Elcon Fleur speelt zoon Junior. Tegen het einde van het seizoen wordt de rol van Aaron overgenomen door John Serkei. In het begin van het seizoen maakt Truus te Selle haar comeback als Eugénie d'Harencourt. Ze is een aantal weken te zien. Ook actrices Adriënne Kleiweg en Maureen du Toit maken nog eenmalig hun comeback.
Halverwege het seizoen krijgt Ellemieke Vermolen de rol van Bo Donkers. Sander de Heer neemt de rol van David Bergman op zich. Aan het einde van het seizoen geven Winston Gerschtanowitz en Josefine van Asdonk aan dat ze willen stoppen met Goudkust. Gerschtanowitz wil zich bezig gaan houden met presenteren en Van Asdonk gaat in een comedy spelen samen met Carry Tefsen. Beide rollen worden dan door andere acteurs gespeeld. Arnost Kraus zal vanaf het zesde seizoen te zien zijn als Harm van Cloppenburg en Esmée de la Bretonière neemt de rol van Irene over.
De cliffhanger van seizoen vijf is de duurste cliffhanger van de serie. Alle personages zijn op een schip. Maiko Kemper keert enkele weken voor de cliffhanger terug als Erik van Overeem. Het schip explodeert. In het nieuwe seizoen verlaten al heel snel Betje Koolhaas, Marianne Vloetgraven, Michiel de Zeeuw en Corine Boon de serie.

### Zesde seizoen en abrupt einde (2000-2001)
Het zesde seizoen start op 4 september 2000. Door het vertrek van een aantal acteurs geeft dit de schrijvers kans om nieuwe personages te introduceren. David Bergman krijgt een dochter in de serie, Sophie. De rol wordt gespeeld door actrice Vivienne van den Assem. Niet veel later wordt Mohammed Chaara aan de serie toegevoegd. Hij speelt Samir Amarani. In oktober 2000 besluit Roel Kyvelos te stoppen met de rol van Nick Sterman de rol wordt hierna tijdelijk ingevuld door Colin Vosveld
Rond de jaarwisseling maakt actrice Corine Boon een tijdelijke comeback in de serie als Emma Verkuil. In oktober 2000 ontstaat er paniek achter de schermen; het Amerikaanse moederbedrijf zet Fox 8 in de verkoop. Een maand later is SBS6 de nieuwe eigenaar. SBS6 doet wat ze twee jaar geleden al wilde doen: Goudkust stopt. Met ingang van 1 januari 2001 zond Net5 de laatste afleveringen uit. Doordat er geen promo's worden uitgezonden of reclame wordt gemaakt, dalen de kijkcijfers fors. In de laatste afleveringen introduceerden de schrijvers nog drie nieuwe personages die nodig waren om het slot te schrijven: Robin Rienstra als PK van Nispen, Koert-Jan de Bruijn als Beer van Nispen en Joris Putman als Tijmen Visser.
Anne Huizinga, scenarioschrijver, moest in een kort tijdsbestek een mooi einde voor Goudkust bedenken. Huizinga zei hierover: "Ze krijgen allemaal een geheimzinnige uitnodiging. Ze komen uiteindelijk terecht in een situatie die je zou kunnen vergelijken met de klassieke hemelpoort. Iedereen wordt gedwongen om een persoonlijke verantwoording af te leggen. Alle kwesties en problemen worden dan duidelijk". De laatste aflevering is een bijeenkomst waarin alle personages samenkomen in een café. De alwetende PK stelt hen vragen over hun geweten en gemaakte keuzes, en toont iedereen een blik in toekomst geeft. Zo worden in deze laatste aflevering de soapwetten verbroken door hardop uit te spreken dat de soap niet de werkelijkheid is. Omdat ten tijde van het stoppen van de serie al opnames waren gemaakt voor zo'n zes weken aan afleveringen, toont PK een greep uit deze scènes en verhaallijnen die er nog stonden te gebeuren, maar handelt ze vervolgens nog diezelfde aflevering af. Ruzies worden uitgepraat, de verloren zoon (Putman) wordt teruggevonden en Harm en Mariët, het droompaar van Goudkust, gaan eindelijk trouwen. De laatste woorden zijn aan Mariët, die laat weten van iedereen te houden. Tijdens de aftiteling is de originele Goudkust-titelsong te horen, zoals gezongen door Willeke Alberti.
Op 1 december 2000 werden de laatste scènes van aflevering 925 opgenomen, die op 28 februari 2001 werd uitgezonden.

## Uitgebracht op dvd en Videoland
| Seizoen | Afleveringen | Verschijningsdatum      | Aantal afleveringen | Opmerkingen              | Op Videoland     |
| ------- | ------------ | ----------------------- | ------------------- | ------------------------ | ---------------- |
| 1       | 1 t/m 65     | 20 november 2008        | 65                  |                          | 4 september 2020 |
| 2       | 66 t/m 240   | 23 april 2009           | 175                 |                          | 8 november 2020  |
| 3       | 241 t/m 440  | 16 december 2010        | 200                 |                          | 2 mei 2021       |
| 4       | 441 t/m 640  | 27 april 2011           | 200                 |                          | 18 november 2021 |
| 5       | 641 t/m 805  | 17 oktober 2013         | 165                 | Aflevering 771 ontbreekt | 6 juni 2022      |
| 6       | 806 t/m 925  | Nooit verschenen op dvd | 120                 | Aflevering 886 ontbreekt | 26 december 2022 |

Seizoen 6 is wel aangekondigd als dvd-box, maar vanwege het faillissement van de uitgever nooit verschenen.

## Rolverdeling
De rolbezetting tijdens de laatste aflevering
| Acteur                 | Personage                  | Status    |
| ---------------------- | -------------------------- | --------- |
| Ingeborg Ansing        | Alexandra Visser           | 2001      |
| Vivienne van den Assem | Sophie Bergman             | 2000-2001 |
| Filip Bolluyt          | Henri van Cloppenburg (#2) | 1998-2001 |
| Froukje de Both        | Mariët Zoomers (#2)        | 1997-2001 |
| Esmée de la Bretonière | Irene Verweijden (#2)      | 2000-2001 |
| Koert-Jan de Bruijn    | Beer van Nispen            | 2001      |
| Mohammed Chaara        | Samir Amarani (#2)         | 2000-2001 |
| Elcon Fleur            | Junior Zuidgeest           | 1999-2001 |
| Arnost Kraus           | Harm van Cloppenburg (#2)  | 2000-2001 |
| Lieke van Lexmond      | Eva Prins                  | 1998-2001 |
| Timon Moll             | Michiel van den Brink      | 1996-2001 |
| Joris Putman           | Tijmen Visser              | 2001      |
| Robin Rienstra         | PK van Nispen              | 2000-2001 |
| Jasmine Sendar         | Bibi Zuidgeest             | 1999-2001 |
| John Serkei            | Aaron Zuidgeest (#2)       | 2000-2001 |
| Koen Smit              | Jeroen van Cloppenburg     | 1999-2001 |
| Gepke Witteveen        | Desirée van Cloppenburg    | 1996-2001 |

### Oorspronkelijke rolverdeling
| Acteur                 | Personage                  | Status                 |
| ---------------------- | -------------------------- | ---------------------- |
| Josefine van Asdonk    | Irene Verweijden (#1)      | 1996-2000              |
| Joost Boer             | Bert Zoomers               | 1996-1999              |
| Femke-Anna Broere      | Mariët Zoomers (#1)        | 1996-1997              |
| Lucas Dietens          | Gerard Hardebol            | 1996-1997              |
| Rein Edzard de Vries   | Lucas Piersma              | 1996-1997              |
| Maureen du Toit        | Lisa Zoomers               | 1996-1999, 2000 (gast) |
| Winston Gerschtanowitz | Harm van Cloppenburg (#1)  | 1996-2000              |
| Inger van Heijst       | Fie Hardebol               | 1996-1997              |
| Guido van Hulzen       | Ron Lohman                 | 1996-1997              |
| Adriënne Kleiweg       | Mary Zoomers               | 1996-1999, 2000 (gast) |
| David van Lunteren     | Lennart Uytt den Boogert   | 1996-1997              |
| Truus te Selle         | Eugénie d'Harencourt       | 1996-1997              |
| Bob van Tol            | Anton Verweijden           | 1996-1997              |
| Marianne Vloetgraven   | Sylvia Verweijden          | 1996-2000              |
| Rutger Weemhoff        | Henri van Cloppenburg (#1) | 1996-1998              |
| Gepke Witteveen        | Desirée van Cloppenburg    | 1996-2001              |
| Edgar Wurfbain         | Pieter Hardebol            | 1996-1998              |
| Michiel de Zeeuw       | Tim d'Harencourt           | 1996-2000              |

## Scenario
Lijst van scenarioschrijvers voor Goudkust:
- Kennard Bos, Jantien van der Meer, Martin van Steijn, Marc Linssen, Rogier Proper, Olga Madsen, Cobi Peelen, Karin van der Meer, Marjan Ippel, Carolien Zilverberg, Jojo Oomes, Jacqueline Kuyt, Augusta Verburg, Hildegard Bongarts, Maarten Almekinders, Anne Huizinga, Serge van Wijngaarden, Bernard van Sterkenburg, Sabine van den Eynden, Suzanne Hazenberg, Desiree Duwel, Annemargriet Vos-van der Kaa, Franulka van Beek, Nicole Wildeboer, Ria Janssen, Hella Jorritsma, Ralph Schippers, Marciel Witteman, Ingrid van Berkum, Ingrid van den Heuvel en Els Launspach.

## Personagenamen
- De personages Mariët, Lisa, Bert en Mary Zoomers zijn vernoemd naar modeketen Piet Zoomers, een van de grootste sponsors.
- Het personage Marie-Louise Zilverbergh, gespeeld door actrice Jannie Houweling, is vernoemd naar scenarioschrijfster Carolien Zilverberg
- Het personage Lennart Uytt den Boogert, gespeeld door acteur David van Lunteren, is vernoemd naar actrice Ingeborg Uyt den Boogaard
- Het personage Lucas Piersma, gespeeld door acteur Rein Edzard de Vries, is vernoemd naar cameravrouw Ynke Piersma
- Het personage Robert van Galen, gespeeld door acteur Sander de Heer, is vernoemd naar scenarioschrijver Alex van Galen. Van Galen heeft overigens nooit voor de serie geschreven.
- Het personage Rechercheur La Fleur, gespeeld door acteur Alex Mous, is vernoemd naar assistent producer Yvonne LaFleur
- Het personage Dokter van der Meer, gespeeld door actrice Hertje Peeck, is vernoemd naar scenarioschrijfster Karin van der Meer
- Het personage Guus Witteman, gespeeld door acteur Wobbe Zwart, is vernoemd naar medeontwikkelaarster en scenarioschrijfster Marciel Witteman
- Het personage Gemeenteraadslid Peijs, gespeeld door acteur Paul Klooté, is vernoemd naar editor Bert Peijs
- Het personage Dokter Stam, gespeeld door acteur Marcel Maas, is vernoemd naar regieassistente Susan Stam
- Het personage Rechter Verwiel, gespeeld door acteur Edo Douma, is vernoemd naar geluidstechnicus Gerard Verwiel
- Het personage Ralph Seebregts, gespeeld door acteur Ezra van Groningen, is vernoemd naar scenarioschrijver Ralph Schippers
- Het personage Roeland de Brauw, gespeeld door acteur Peter Post, is vernoemd naar scenarioschrijver Roeland Linssen, de broer van medeontwikkelaar en hoofdschrijver Marc Linssen
- De familienaam Van Cloppenburg is afgeleid van het merk Peek & Cloppenburg.

## Titelsong
- Seizoen 1: Gezongen door Laura Vlasblom & Tony Neef
- Seizoen 2: Gezongen door Willeke Alberti
- Seizoen 3 t/m 6 waren verschillende instrumentale variaties, gebaseerd op de vocale versies

## Soapwisseling
Vele acteurs uit de serie gingen naar of kwamen uit andere soaps.

### GTST
- Koert-Jan de Bruijn: Dennis Alberts (2002-2009)
- Hans Cornelissen: André Nieuwenhuys (1992)
- Lucas Dietens: André Carpentier (1991), Adriaan van Dorland (1993)
- Rein Edzard: Maximiliaan Sanders (nr. 1) (2001)
- Inger van Heijst: Jeanne Daniël-Dekker (1991)
- Jannie Houweling: Alice de Boer/Lisette de Boer/Inge Berkhout (1992-1993, 1996-1998)
- Ad Hoeymans: Menno Develing (1991)
- Betje Koolhaas: Suzanne Jacobs (nr. 2) (2004-2005)
- Lieke van Lexmond: Charlie Fischer (nr. 3) (2002, 2003-2012)
- Joris Putman: Morris Fischer (nr. 3) (2004-2007, 2010)
- Peter Post: Martijn Huygens (2008-2010)
- Edgar Wurfbain: Sydney Römer (2001)
- Antoinette van Belle: Stephanie Stenders-Kreeft (1990, 1991-1992, 1993-1994)
- Valentijn Ouwens: Leendert Prent (1992)
- Jasmine Sendar: Elisa Rosalia (2023-heden)
- Truus te Selle: Tessel van Benthem (1994)
- Bob van Tol: David van Thijn (1990-1992)
- John Serkei: Emmanuel Delacroix (1996)
- Arnost Kraus: William Smit (1999)
- Filip Bolluyt: Lex Zandstra (1996-1997)
- Colin Vosveld :  Martijn Willemse (2001)
- Noah Valentyn : Nabil El Shaarani (2019)
- Robin Rienstra : Roel Kuiper (2014)

### ONM
- Vivienne van den Assem: Lizzy Vehmeijer (2001-2003)
- Jasmine Sendar: Kyra Isarin (2001-2009)
- Filip Bolluyt: Wouter Lansink (2002-2003)
- Robin Rienstra: Hugo van Walsum (2002-2005)
- Sander de Heer: Marnix Klein (2004-2010)
- Arnost Kraus: Adri Mans (2008-2009)
- Edgar Wurfbain: Chris Vroman (inval) (2005)

## Trivia
- In aflevering 432 zien we in een aflevering zowel Rutger Weemhoff als Filip Bolluyt in de rol van Henri van Cloppenburg. Het is de enige keer dat een rolvervanging in een en dezelfde aflevering te zien is.
- Goudkust toont sterke gelijkenissen met de Vlaamse soapserie Wittekerke, die van 1993 tot 2008 te zien was bij VTM.
- In de laatste vijf afleveringen zijn cijfers te zien in elke scène. Deze tellen af, tot de allerlaatste scène.
- In één aflevering was Froukje de Both al eens te zien als edelfigurant voordat zij enige tijd later de rol van Mariët over zou nemen.
- In aflevering 140 van seizoen 4 speelde Ramona da Cruz Lopes eenmalig de rol van Irene Verweijden.
- In aflevering 161 van seizoen 4 hebben actrices Rixt Leddy en Amber Teterissa gastrollen.
- In aflevering 176 van seizoen 4 zijn plotseling de sets van de Hotspot en huize Verweijden gerestyled. Opmerkelijker is nog dat toen dezelfde scène in de Hotspot begon in aflevering 175, deze eindigde in het vernieuwde decor.
- Het decor van huize Van Cloppenburg werd na het stoppen van Goudkust hergebruikt als decor voor huize Sanders in GTST. Lieke van Lexmond speelde in de beide soapseries in dit decor.
- De lokale kranten heten de Duinwijkse Courant en het Duinwijks Dagblad.
- Het biermerk in de serie heet Goudfust.
- In aflevering 86 van seizoen 5 is op de achtergrond in de kliniek waar het personage Michiel verblijft een televisie te zien waarop Goudkust wordt uitgezonden.
- Sander de Heer is in seizoen 1 tijdelijk te zien als Robert van Galen, de minnaar van Sylvia Verweijden. Hij speelt sinds seizoen 5 de vaste rol van David Bergman. Ook in die rol heeft hij tijdelijk een romance met Sylvia.
- Nog meer gezichten die later bekend zouden worden op televisie verschenen als figurant of hadden een gastrol, zoals: Charlotte Besijn, Bas Muijs en Patrick Martens.
- In aflevering 127 van seizoen 5 zien we Nicolette van Dam als edelfigurant.
- Aflevering 6 van seizoen 6 maakt een tijdsprong van drie maanden.
- In aflevering 48 van seizoen 6 is Fred van Leer te zien als stilist Igor.
- In aflevering 63 van seizoen 6 staat op het bureau van Bo een fotolijstje met een foto van 4Fun met o.a. Winston (de originele Harm) en Michiel (Tim).
- De studio van Goudkust verhuisde later in seizoen 6 van de Central Studio's in Utrecht naar de televisiestudio in Aalsmeer (waar ook GTST en ONM al werden opgenomen). Vanaf aflevering 71 van seizoen 6 komen de scènes die in de nieuwe studio gemaakt zijn geleidelijk aan door. Dit gaat bijna onopgemerkt, maar voor de oplettende kijker is te zien dat sommige sets andere vloeren hebben en is de andere akoestiek in de studio duidelijk hoorbaar.